# Isola Rizza
Isola Rizza – miejscowość i gmina we Włoszech, w regionie Wenecja Euganejska, w prowincji Werona.
Według danych na rok 2004 gminę zamieszkiwało 2877 osób, 179,8 os./km².